# Chersotis ebertorum
Chersotis ebertorum là một loài bướm đêm trong họ Noctuidae.